# CLASS (телескоп)
CLASS (англ. Cosmology Large Angular Scale Surveyor, «космологічний оглядач неба на великих кутових масштабах») — масив мікрохвильових телескопів, встановлених на великій висоті в пустелі Атакама в Чилі. Експеримент CLASS має на меті дослідження епохи реіонізації, перевірку теорії космічної інфляції та розрізнення інфляційних моделей дуже раннього Всесвіту шляхом точних вимірювань поляризації реліктового випромінювання для понад 65 % неба на кількох частотах у мікрохвильовій області електромагнітного спектру.

## Наукові цілі

Огляд місця розташування CLASS у 2019 році.

CLASS має дві основні наукові цілі. Перша — перевірка теорії інфляції. У фізичній космології космічна інфляція є основною теорією дуже раннього Всесвіту, однак спостережні дані щодо інфляції все ще непереконливі. Інфляційні моделі загалом передбачають, що гравітаційно-хвильовий фон має утворюватись одночасно із збуреннями густини, які породжують великомасштабну структуру. Такий інфляційний гравітаційно-хвильовий фон залишив би відбиток як на температурі, так і на поляризації реліктового випромінювання. Зокрема, це залишило б у поляризації реліктового випромінювання картину, яка називається паттерном B-моди (B-mode pattern). Вимірювання поляризації B-моди реліктового випромінювання було б важливим підтвердженням інфляції та дало б унікальний погляд на фізику при надвисоких енергіях.
Друга головна наукова мета CLASS — покращення розуміння епохи реіонізації, коли у Всесвіті виникли перші зорі. Ультрафіолетове випромінювання цих зір відривало електрони від атомів у процесі, званому реіонізацією. Звільнені електрони розсіюють світло реліктового випромінювання, надаючи йому поляризацію, яку вимірює CLASS. Таким чином CLASS може покращити наші знання про те, коли і як сталася реіонізація. Краще розуміння епохи реіонізації також допоможе іншим експериментам виміряти суму мас трьох відомих типів нейтрино за допомогою гравітаційного лінзування реліктового випромінювання.
Додаткові наукові цілі для CLASS полягають у тому, щоб краще зрозуміти Чумацький Шлях і знайти докази нової екзотичної фізики через обмеження кругової поляризації й великомасштабних аномалій в реліктовому випромінюванні.

## Інструмент

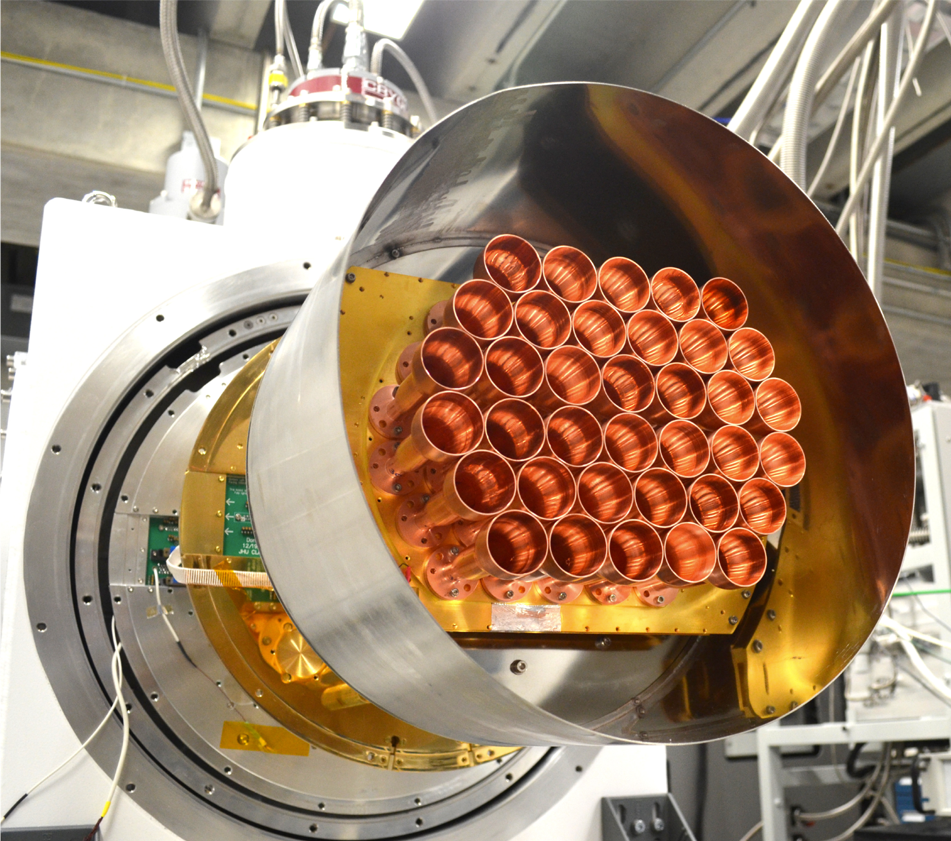
Камера CLASS на 40 ГГц, на якій видно рупори, що подають світло на болометри датчика температурою 0,1 Кельвіна.

CLASS призначений для огляду 65 % неба на міліметрових довжинах хвиль у мікрохвильовій частині електромагнітного спектру з роздільною здатністю близько 1° — приблизно вдвічі більше кутового розміру Сонця та Місяця, видимих із Землі. Чотири телескопи CLASS мають проводити спостереження на різних частотах, щоб відокремити випромінювання нашої галактики від реліктового випромінювання. Один телескоп має спостерігати на 40 ГГц (довжина хвилі 7,5 мм), два телескопи будуть — на 90 ГГц (довжина хвилі 3,3 мм), а четвертий телескоп — у двох діапазонах частот із центром на 150 ГГц (2 мм) і 220 ГГц (1,4 мм). Чотири телескопи CLASS маю розміщуватись на двох альт-азимутальних монтуваннях, по два телескопи на кожному монтуванні.
Прилад CLASS спеціально розроблений для вимірювання дуже слабкої поляризації. Очікується, що поляризація реліктового випромінювання становить лише кілька мільярдних. Щоб виміряти такий малий сигнал, CLASS має у фокальній площині масиви з великою кількістю болометрів з рупорами та датчиками перехідного краю, охолодженими за допомогою кріогенних гелієвих охолоджувачів до температур лише 0,1 К. Така низька температура зменшує тепловий шум детекторів.
Іншим унікальним аспектом телескопів CLASS є використання поляризаційного модулятора зі змінною затримкою (variable-delay polarization modulator, VPM), що забезпечує точне та стабільне вимірювання поляризації. VPM модулює або вмикає та вимикає поляризоване світло, що надходить до детектора з відомою частотою (приблизно 10 Гц), залишаючи незмінним неполяризоване світло. Це дозволяє чітко відокремити крихітну поляризацію реліктового випромінювання від значно більшого неполяризованого сигналу шляхом відокремлення сигналу, що осцилює з частотою 10 Гц. VPM також модулює шукає кругову поляризацію: оскільки в реліктового випромінювання не очікується кругова поляризація, це дозволяє перевірити наявність систематичних похибок у даних.
Оскільки водяна пара в атмосфері випромінює на мікрохвильових частотах, CLASS здійснюватиме спостереження з дуже сухого високогірного місця в Андах на краю пустелі Атакама в Чилі. Поруч розташовані обсерваторії CBI, ASTE, NANTEN2, APEX, ALMA, ACT і POLARBEAR, які вибрали цю місцевість з тих саме причин.

## Поточний стан і результати
CLASS спостерігає небом у всіх чотирьох діапазонах частот. Телескоп 40  ГГц отримав перше світло 8 травня 2016 року та після завершення початкових спостережень розпочав приблизно п'ятирічний огляд неба у вересні 2016 року. На початку 2018 року телескоп 90 ГГц був встановлений на тому ж монтуванні, що й телескоп 40 ГГц, й отримав перше світло 30 травня 2018 року. У 2019 році двочастотний телескоп 150/220 ГГц був розгорнутий разом із другим монтуванням телескопа, і 21 вересня 2019 року отримав перше світло.
CLASS вперше виявив кругову поляризацію від атмосфери на частоті 40 ГГц, що узгоджується з моделями кругової поляризації атмосфери внаслідок ефекту Зеемана для молекулярного кисню в магнітному полі Землі. Атмосферна кругова поляризація плавно змінюється по небу, що дозволяє відокремити її від кругової поляризації реліктового випромінювання. Це дозволило CLASS обмежити кругову поляризацію реліктового випромінювання на рівні 40 ГГц максимальною величиною 1 мкК на кутових масштабах 5 градусів і 4 мкК на кутових масштабах близько 1 градуса. Це покращення попередніх обмежень на кругову поляризацію реліктового випромінювання більш ніж у 100 разів.